# Station Dunston
Dunston is een spoorwegstation van National Rail in Dunston, Gateshead in Engeland. Het station is eigendom van Network Rail en wordt beheerd door Northern Rail. Het station is geopend in 1982.